# Ben Stein
Ben Stein (ur. 25 listopada 1944 w Waszyngtonie) – amerykański komik, pisarz, prawnik, aktor filmowy, telewizyjny, głosowy i komentator zagadnień politycznych i gospodarczych.

## Filmografia

### Film
- 1984: Odjazdowe wakacje jako Sprzedawca
- 1991: Babka z zakalcem jako Głupi wykonawca
- 1994: Moja dziewczyna 2 jako Stanley Rosenfield
- 1997: Kacper II: Początek Straszenia jako Właściciel sklepu spożywczego
- 2007: Your Mommy Kills Animals

### Seriale
- 1984: Charles in Charge jako Stanley Willard
- 1988: Cudowne lata jako Pan Cantwell
- 1993: Nowe przygody Supermana jako Profesjonalny prawnik
- 2002: Wczoraj jak dziś jako Nauczyciel

### Głosy
- 1991: Pełzaki jako Bingo Caller
- 1997: Bobby kontra wapniaki jako Quizmaster
- 2006: Nowa szkoła króla jako Pan Purutu